# Mezinárodní kongres esperantské mládeže
| Esperanto |  |
| |  |
| Jazyk |  |
| |  |
| - Akademie esperanta - Gramatika - Slovníky - Esperantologie - Abeceda - Číslovky - Fundamento - lernu! - Letní škola esperanta                                                                             |  |
| |  |
| Organizace |  |
| |  |
| - UEA - TEJO - E@I - EEU - SAT - Český esperantský svaz - Česká esperantská mládež - Esperantské kluby - Katolíci                                                                                           |  |
| |  |
| Dějiny |  |
| |  |
| - Ludvík Lazar Zamenhof - Časová osa - Buloňská deklarace - Ido-schizma - Krize ata/ita - Neutrální Moresnet - Interhelpo - Pražský manifest - Bona Espero - Esperantské město                              |  |
| |  |
| Kultura |  |
| |  |
| - Esperantská setkání - Pasporta Servo - Hudba - Rozhlas - Finvenkismus - Homaranismus - Kabei - Politika - La Espero - Stelo - Symboly (vlajka) - UK - IJK - Esperantista - Rodilí mluvčí - Zamenhofův den |  |
| |  |
| Literatura |  |
| |  |
| - Autoři - Esperantské časopisy - Esperantské slovníky - PIV - Wikipedie - KAEST |  |
| |  |
| Úhly pohledu |  |
| |  |
| - Propedeutická hodnota - Srovnání s idem - Srovnání s interlinguou - Reformy - Odpor vůči esperantu |  |

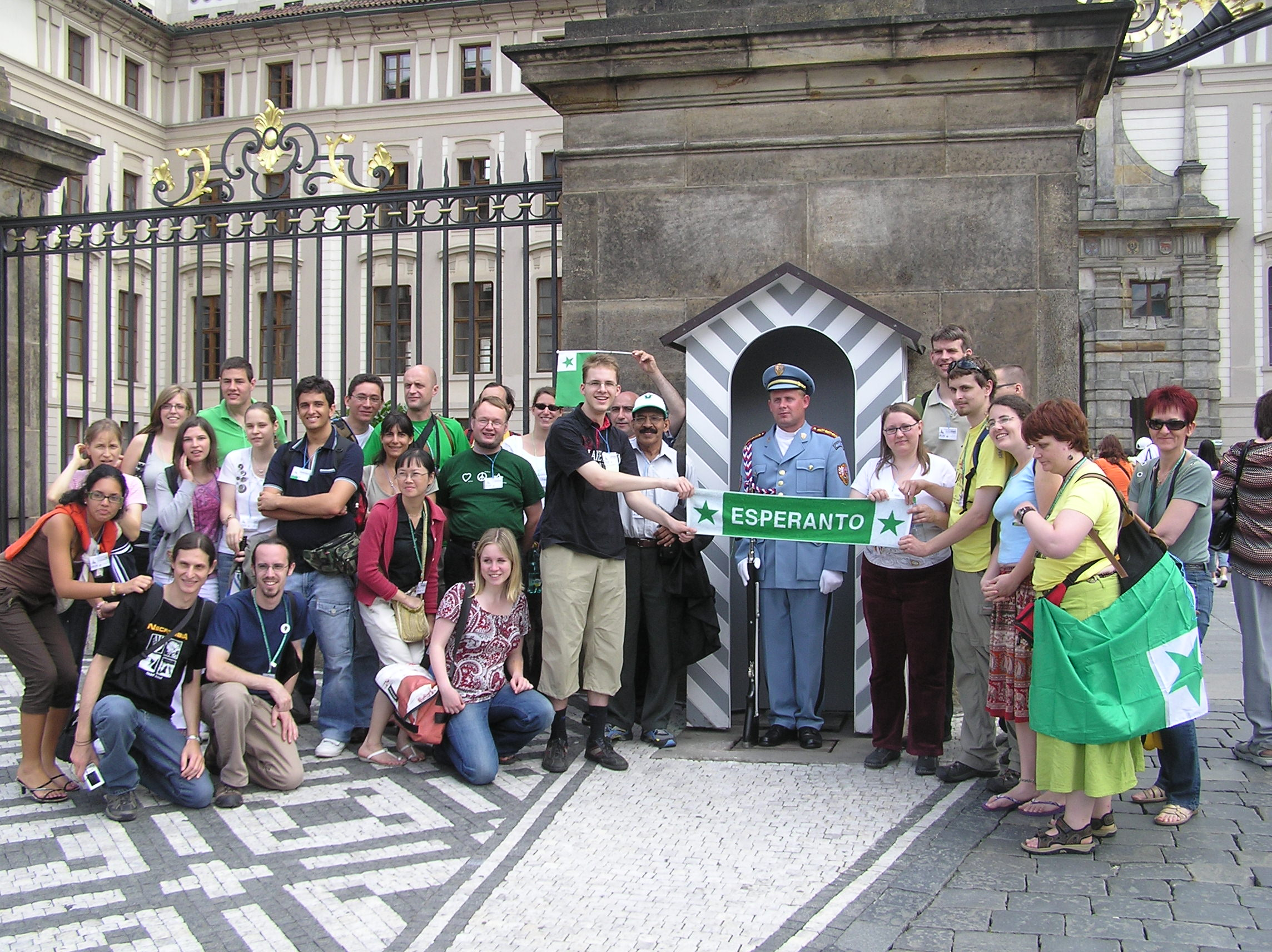
Účastníci 65. Mezinárodního kongresu esperantské mládeže (Liberec, 2009) na Pražském hradě

Mezinárodní kongres esperantské mládeže (v esperantu Internacia Junulara Kongreso, zkratkou IJK) je největší každoroční setkání mladých esperantistů na světě. Účastníci pocházejí ze všech částí světa, přijíždějí na týden a jejich počet obvykle dosahuje přibližně 300, ačkoliv některé ročníky zaznamenaly více než 1000 účastníků. Každý rok se kongres pořádá v jiné zemi a prostřednictvím svých zemských sekcí jej organizuje Světová esperantská mládežnická organizace (známá pod zkratkou TEJO), mládežnická sekce Světového esperantského svazu (UEA). Stejně jako kongres mládeže se i jím pořádaný Světový esperantský kongres koná každé léto, obvykle v navazujícím týdnu, ovšem zřídka v téže zemi.
V roce 2009 pořádala 65. Mezinárodní kongres esperantské mládeže v Liberci Česká esperantská mládež společně se zemskými sekcemi TEJO z Německa a Polska za účasti 343 osob ze 41 zemí. V roce 2019 kongres proběhl poprvé na Slovensku v Liptovském Hrádku. Hostitelem kongresu v roce 2025 je Indonésie.

Mapa zemí, ve kterých se v letech 1938 až 2017 konal Mezinárodní kongres esperantské mládeže